# Supercoppa kazaka (pallavolo femminile)
La Supercoppa kazaka è una competizione pallavolistica per squadre di club kazake femminili, organizzata con cadenza annuale dalla VFRK.

## Edizioni
| Edizione      | Edizione          | Podio    | Podio     | Podio     |
| Anno          | Sede della finale | Campione | Risultato | Finalista |
| ------------- | ----------------- | -------- | --------- | --------- |
| 2015 Dettagli | -                 | Žetysu   | -         | Irtyš     |
| 2016 Dettagli | -                 | Altay    | -         | Irtyš     |
| 2017 Dettagli | -                 | Altay    | -         | Irtyš     |
| 2018 Dettagli | -                 | Žetysu   | -         | Altay     |
| 2019 Dettagli | Almaty            | Žetysu   | -         | Altay     |
| 2020 Dettagli | Taraz             | Altay    | 3 - 0     | Žetysu    |
| 2021 Dettagli | Öskemen           | Altay    | 3 - 1     | Žetysu    |

## Palmarès
| Squadra | Titolo | Edizione               |
| ------- | ------ | ---------------------- |
| Altay   | 4      | 2016, 2017, 2020, 2021 |
| Žetysu  | 3      | 2015, 2018, 2019       |